# Manoir de Sainte-Croix-Grand-Tonne
Le manoir de Sainte-Croix-Grand-Tonne est un édifice datant des XVIIe et XVIIIe siècles situé à Thue et Mue, en France.

## Localisation
Le monument est situé dans le département français du Calvados, à l'est du bourg de Sainte-Croix-Grand-Tonne, commune déléguée de la commune nouvelle de Thue et Mue.

## Architecture
Les façades et les toitures du pavillon nord, du bâtiment situé au sud de ce pavillon ainsi que celle du porche d'entrée qu'il renferme, sont inscrites au titre des monuments historiques depuis le 26 septembre 1969.